# 新北桃園求職詐騙凌虐致死案
新北市政府警察局刑事警察大隊指出，2022年10月至11月間總計有61位受害者遭到求職詐騙而被囚禁在新北市淡水區與桃園市中壢區的社區大樓，並且收走身上金錢、證件、手機與銀行存摺，其中3位受害者遭凌虐致死。
警方分別在11月1日與11月3日分別攻堅淡水區新市三路與中壢區青峰路的嫌犯囚禁受害者的社區大樓，救出26名與32名受害者，並且各逮捕8名嫌犯。11月4日，警方逮捕集團主嫌「茶董」陳姓嫌犯，並在茶董租屋處起獲新台幣52萬元現金，疑為詐騙所得。
新北市警方依據嫌犯供詞，11月4日在桃園市龜山區山區發現2位受害者屍體，疑為45歲黃姓女子與57歲林姓男子，2人都有慢性病。第3名受害者疑為38歲黃姓男子，疑似在中壢被囚處從11樓墜樓死亡，屍體被棄屍於南投縣日月潭風景區，但警方搜查後並未尋獲。
這次案件被台灣媒體譬喻為台灣版柬埔寨求職詐騙案。11月5日法醫高大成推測，原先經營柬埔寨詐騙案的台灣蛇頭，因為近期台灣民眾警覺性變高、不敢再去柬埔寨，人蛇集團難以將受害者運送至柬埔寨，可能打算等風頭過去再偷渡受害者到柬埔寨進行詐騙活動。
2022年12月27日，士林地檢署檢察官偵查終結，依涉犯私行拘禁致死、加重強盜、加重詐欺、組織犯罪條例、洗錢防制法、非法使人施用第三級毒品、遺棄屍體等罪起訴29人。私行拘禁致人於死罪，法定刑為無期徒刑或7年以上有期徒刑。被告傅榆藺、陳華韋遭求處無期徒刑；蔡博臣、涂世泓求處30年徒刑；鄭育賢、謝承佑求處25年徒刑；呂政儀、鄭文誠、張家豪求處25年徒刑；鄭建宏、劉宏翊、邱柏倫求處20年徒刑。其餘吳秉恩、曾忠義建請從重量刑，柯宗成等15人建請量處適當之刑。12月28日，被告傅榆藺27人移審士林地院，士林地方法院收案後，分案歸類為「重大矚目案件」案件，此案案號為「111年度矚重訴字第1號」。
2023年4月11日，士林地檢署檢察官指揮新北市政府刑事警察大隊，在新北、台中、台北等地逮捕首腦「藍道」杜承哲7人。檢察官複訊後，認為「藍道」杜承哲等4人涉犯私行拘禁致死等罪，犯罪嫌疑重大，且有逃亡、滅串證、反覆實施之虞，向士林地院聲請羈押禁見獲准。另杜妻等3人，檢察官複訊後，均諭令10萬元交保，限制出境、出海。
2023年5月3日，士林地檢署檢察官拘提時任寧夏路派出所長葉育忻，葉育忻涉嫌受杜承哲之託，幫忙查詢個資及檢警辦案進度，先後收受新台幣109萬元的虛擬貨幣「泰達幣」、台幣200萬元、價值約220萬元的賓士車，以充當報酬；檢察官複訊後認定葉育忻涉嫌收賄、洩密、偽造文書、違反個人資料保護法等，罪嫌重大，且有逃亡、串滅證之虞，向士林地院聲請羈押禁見。士林地院法官認為，依目前卷證，足認葉育忻涉犯背職務收受賄賂、行使偽造公文書、公務員洩密國防以外秘密，以及違反個人資料保護法等罪，且有逃亡與串滅證之虞，裁定收押禁見。5月4日，台北市警察局召開記者會，考績會決議將葉育忻記兩大過免職，大同分局長吳在堂記過2次，並從嚴追究其他考核監督不周人員責任。
2023年6月30日，士林地檢署檢察官第二波偵查終結，依涉犯貪污治罪條例、私行拘禁致死、加重強盜、加重詐欺、洩密、組織犯罪條例、洗錢防制法、非法使人施用第三級毒品、遺棄屍體等罪起訴「藍道」杜承哲等8人。其中陳姓律師被查出洩漏檢方偵查內容給杜承哲，使杜承哲得以勾串共犯、逃避追緝，並收下詐騙所得24萬多顆泰達幣，依洩密、洗錢防制法等罪起訴。另外時任寧夏路派出所長葉育忻涉犯背職務收受賄賂、行使偽造公文書、公務員洩密國防以外秘密，以及違反個人資料保護法等罪，一併起訴。承辦檢察官對杜承哲等4人求處「最重之刑」；葉育忻繳回部分犯罪所得，檢察官建請量處「適當之刑」。士林地方法院收案後，分為「112年度國審重訴字第1號」案件，依國民法官法第5條第1項第2款規定，屬應行國民參與審判案件。由國民法官專庭成員進行輪分；經電腦抽籤分案結果，由國民法官專庭負責審理。杜承哲等人移審士林地院後，士林地院法官裁定杜承哲等4名詐團成員繼續羈押禁見；葉育忻等2人繼續羈押但解除禁見。